# 美里村 (三重県)
美里村（みさとむら）は、三重県安芸郡にあった村。2006年1月1日に旧・津市等10市町村で合併し、津市となり廃止した。現在の津市美里町。

## 地理
- 山：笠取山 (842m)、経が峰 (819m)
- 川：長野川、中出川、北高座川、舟山川、柳谷川、南長野川、桂畑川

## 歴史
- 1954年（昭和29年）10月1日 - 安濃郡辰水村・長野村・高宮村が合併して安濃郡美里村が発足。
- 1956年（昭和31年）9月30日 - 所属郡が安芸郡に変更。
- 2006年（平成18年）1月1日 - 津市・久居市・安芸郡河芸町・芸濃町・安濃町・一志郡香良洲町・一志町・白山町・美杉村と合併し、改めて津市が発足。同日美里村廃止。

## 行政
- 市町村合併前 最後の村長 黒川和義

## 教育
以下の学校は、合併後の2017年に津市立みさとの丘学園として統合された。

### 中学校
- 美里中学校

### 小学校
- 高宮小学校
- 辰水小学校
- 長野小学校

## 交通

### 鉄道
村内を鉄道路線は通っていない。鉄道を利用する場合の最寄り駅は、近鉄名古屋線津新町駅。

### 道路
- 国道163号
- 三重県道28号亀山白山線
- 三重県道411号穴倉南神山津線
- 三重県道512号青山高原公園線
- 三重県道657号家所阿漕停車場線

## 名所・旧跡・観光スポット・祭事・催事
- 青山高原
- 目無地蔵
- 犬塚

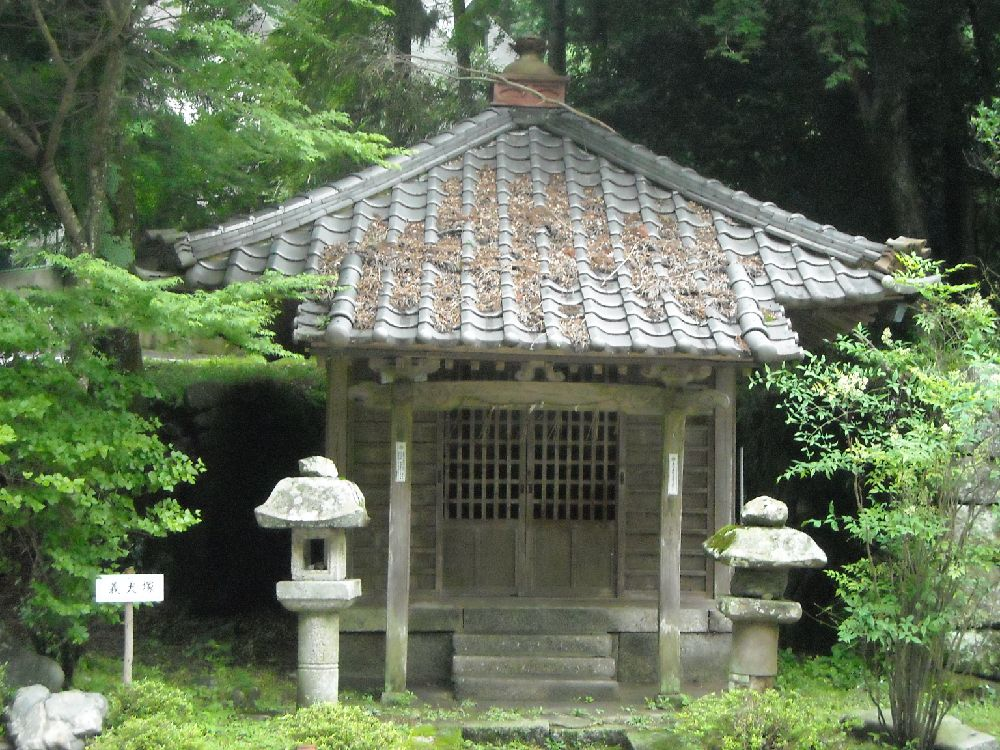
犬塚

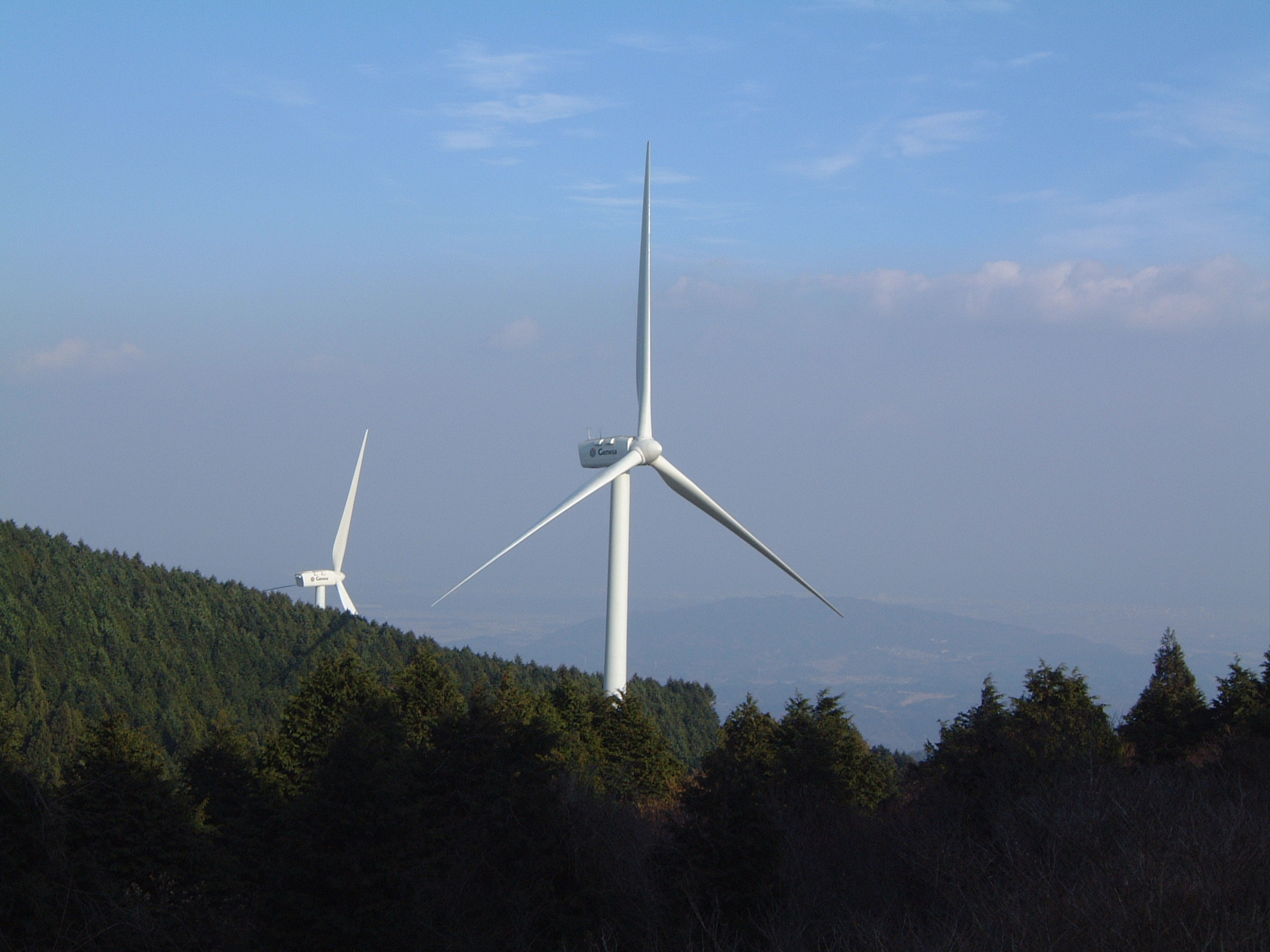
青山高原

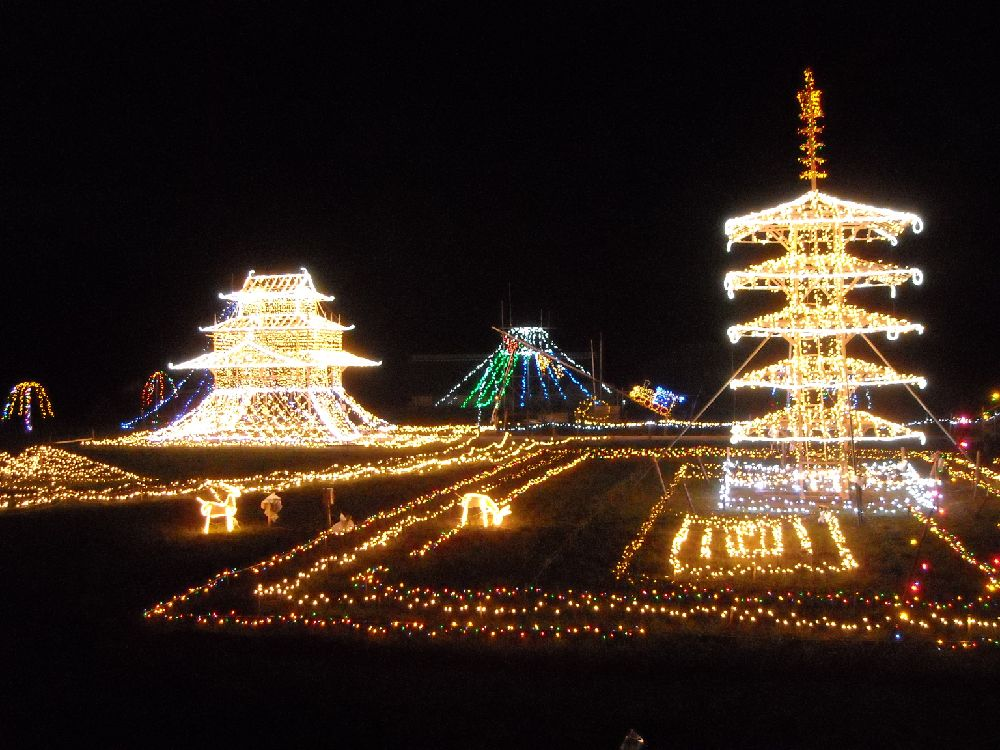
南長野

- かんこ踊（桂畑かんこ踊り、南長野かんこ踊り）
- 目無地蔵大祭
- 長野城跡
- 冬季 南長野イルミネーションファンタジー
- 冬季 辰水神社 ジャンボ干支
- トーシンプリンスビルゴルフコース

## 美里にある長野トンネル
- 長野隧道 俗称：旧長野トンネル（初代） 1885年（明治18年）完成 長さ216メートル[2]
- 長野トンネル（二代目） 1939年（昭和14年）完成 長さ300メートル
- 新長野トンネル（三代目） 2008年（平成20年）完成 長さ1,966メートル

- 旧長野トンネル
- 長野トンネル
- 新長野トンネル